# Kriton (filosof)
Kriton (grekiska Κρίτων, latin Crito), var en antik grekisk filosof, en av Sokrates mest hängivna vänner och lärjungar.
Kriton försökte med uppoffring av sin förmögenhet rädda sin lärare Sokrates från dödsdomen han fick år 399 f.Kr. Platon har förevigat hans minne genom att uppkalla en av sina lättfattligaste och mest lästa dialoger efter honom. I denna föreställs Kriton besöka Sokrates i fängelset för att meddela honom den räddningsplan som han gjort upp, men i stället inleds han av Sokrates i ett högstämt samtal om de bevekelsegrunder som förmådde Sokrates att villigt foga sig under landets lagar, även då de med orätt krävde hans liv.